# 女太夫

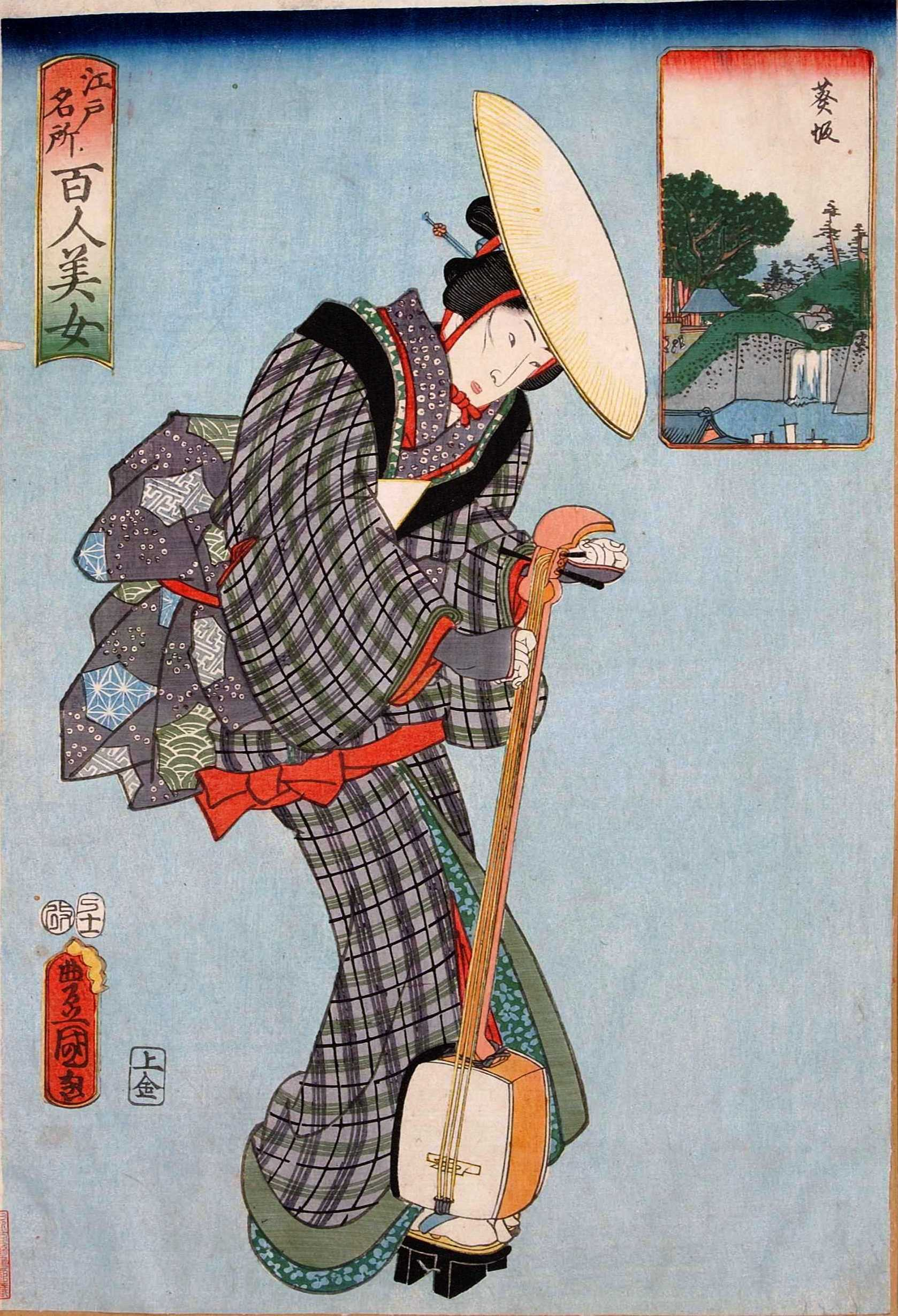
歌舞伎の中の女太夫。歌川国貞 「江戸名所百人美女」 「葵坂」1857

女太夫（おんなだゆう、おんなたゆう）は、女の門付け芸人のこと。江戸時代に、菅笠をかぶって各戸を訪ね歩き、三味線・胡弓の弾き語りをして物乞いをした。正月には鳥追い笠をかぶって鳥追いとなって、鳥追い唄を歌って家々を回った。また、浄瑠璃・水芸・奇術などの演芸をする女芸人のことも指す。
江戸時代において、門付は非人のみが許されていたが、非人であっても小屋頭クラスの妻や娘は女太夫をやることはなく、その下の層である小屋者の女性が行なった。小屋者の女は遊郭の遊女になることが許されず、櫛・簪をつけることも禁じられており、外へ出るときは笠をかぶる決まりだった。天保の改革以降は、下駄も許されなかった。絹の着用も許されなかったため、女太夫の着物は綿であったが、襟にだけ縮緬をあしらったり、染めや色合わせに凝ったりして工夫し、それがかえって色香があって粋に見られた。門付以外にも呼ばれて歌うこともあり、次第に演芸をする女芸人一般を女太夫と呼ぶようにもなった。容貌に優れた者も多く、色恋沙汰が歌舞伎の題材になったりもした。
なお、関西には鳥追いはあったが、女太夫は生まれなかった。明治時代に女太夫は禁止された。